# Oquillas
Oquillas ist ein nordspanischer Ort und eine zur bevölkerungsarmen Region der Serranía Celtibérica gehörende  Gemeinde (municipio) mit nur noch 49 Einwohnern (Stand: 2024) im Süden der Provinz Burgos in der Autonomen Gemeinschaft Kastilien-León.

## Lage und Klima
Der Ort Oquillas liegt am Río Oquillas, einem Nebenfluss des Río Esgueva in einer Höhe von etwa 915 m. Die Stadt Burgos liegt knapp 65 km (Fahrtstrecke) in nördlicher Richtung entfernt; die nächstgelegene Stadt ist Aranda de Duero (ca. 20 km südlich). Das Klima im Winter ist oft rau, im Sommer dagegen meist gemäßigt und warm; Regen (ca. 490 mm/Jahr) fällt überwiegend im Winterhalbjahr.

## Bevölkerungsentwicklung
| Jahr      | 1857 | 1900 | 1950 | 2000 | 2018 |
| Einwohner | 262  | 271  | 225  | 77   | 55   |

Die Mechanisierung der Landwirtschaft und die Aufgabe bäuerlicher Kleinbetriebe führten seit den 1950er Jahren zu einem Mangel an Arbeitsplätzen und einem deutlichen Rückgang der Einwohnerzahlen (Landflucht).

## Wirtschaft
In früheren Zeiten war Oquillas ein sich selbst versorgendes Bauerndorf im fruchtbaren Esgueva-Tal. Die Feldarbeit wird heute von nur wenigen Bauern verrichtet; einige Häuser werden im Sommer als Ferienwohnungen (casas rurales) vermietet.

## Geschichte
Aus keltischer, römischer, westgotischer und islamischer Zeit wurden bislang keine Zeugnisse gefunden. Im 8. und frühen 9. Jahrhundert befand sich die Gegend unter islamischem Einfluss, doch wurde das Gebiet wegen des ungewohnt rauen und regnerischen Klimas von den Berbern weder dauerhaft besiedelt noch verteidigt. Ende des 9. Jahrhunderts erhielt der kastilische Graf Diego Rodríguez Porcelos von König Alfons III. von Asturien den Auftrag zur Wiederbesiedlung (repoblación) des entvölkerten Landes.

## Sehenswürdigkeiten

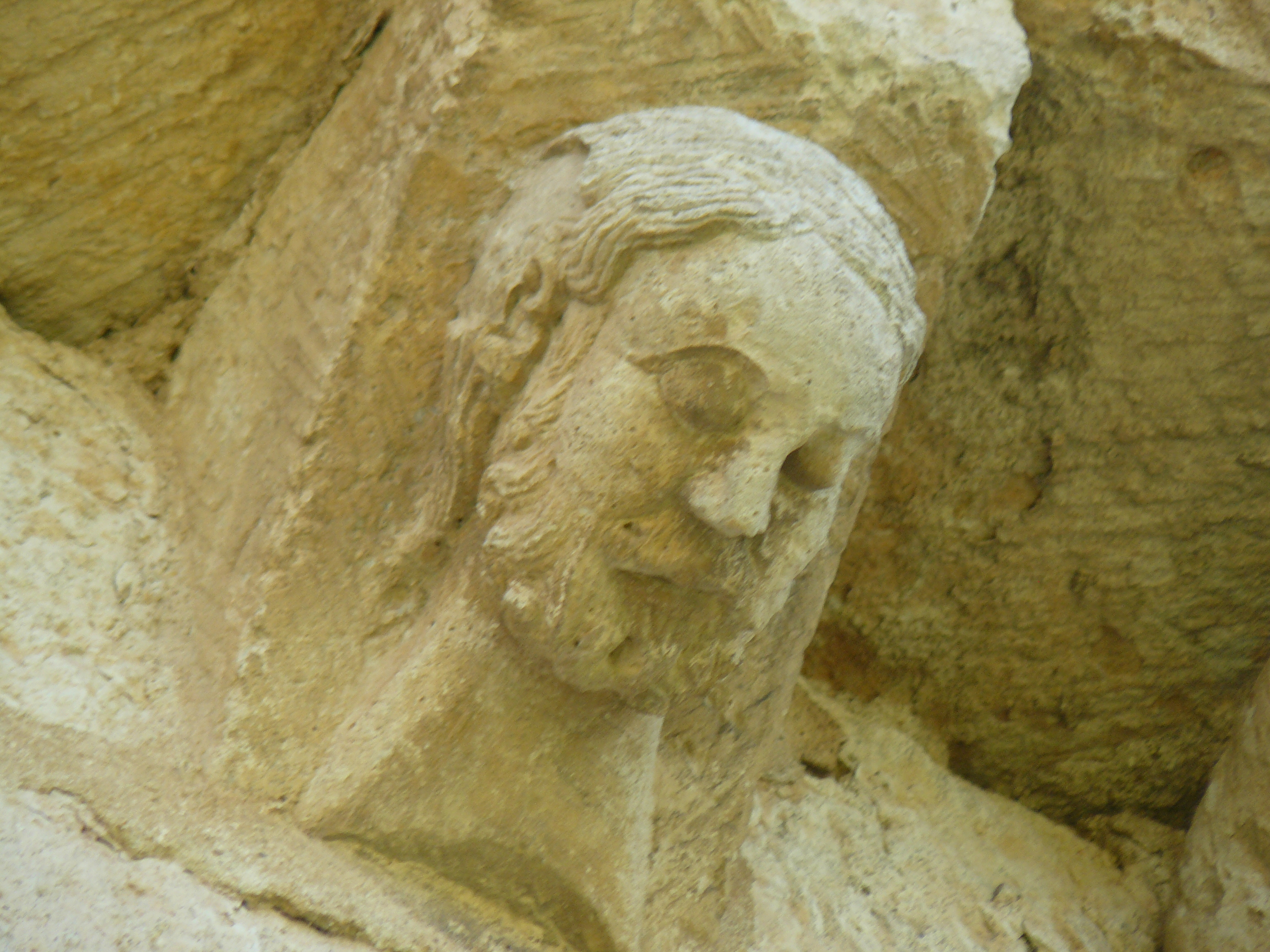
Apsiskonsole mit Christuskopf

Wichtigste Sehenswürdigkeit des Ortes ist die ca. 300 m außerhalb gelegene Iglesia de San Cipriano. Der romanische Kirchenbau ist noch weitgehend erhalten, doch wurden die Südvorhalle (portico) und der Glockenturm (campanario) nachträglich hinzugefügt. Die aus exakt behauenen Kalksteinen errichtete halbrunde Apsis ist durch Halbsäulenvorlagen gegliedert und zeigt ein von eingestellten Säulchen mit Kapitellen begleitetes Fenster. Unterhalb der Dachtraufe befindet sich ein teilweise figürlich gestalteter Konsolenfries. Das Kirchenschiff (nave) erhielt eine barocke Überarbeitung.